# ريكاردو فيرا
ريكاردو فيرا (بالإسبانية: Ricardo Vera) هو منافس ألعاب قوى أوروغواياني، ولد في 16 سبتمبر 1962.

## وصلات خارجية
- ريكاردو فيرا على موقع الاتحاد الدولي لألعاب القوى (الإنجليزية)
- ريكاردو فيرا على موقع أوليمبيديا (الإنجليزية)